# Azione del 16 maggio 1644
L'azione del 16 maggio 1644 o battaglia di Lister Dyb fu una battaglia navale della fase danese della guerra dei trent'anni. L'azione si svolse presso l'area di Lister Dyb, un canale marino tra le isole di Sylt e Rømø, sulla costa occidentale dello Jutland, al confine con la Germania.

## Antefatto
Il feldmaresciallo Lennart Torstenson nel settembre 1643 aveva marciato dalla Germania verso lo Jutland danese, dando così inizio alla guerra di Torstenson. Dopo la conquista dello Jutland, non colse l'opportunità di avanzare ulteriormente verso le isole danesi. Il 5 aprile 1644, il re danese Cristiano IV rispose a questo attacco bloccando il porto di Göteborg con 11 navi. Nel contempo, il finanziere olandese Louis de Geer, su incarico del governo svedese, era riuscito ad armare una flotta nei Paesi Bassi con fondi propri. Originariamente essa era composta da 30 navi sotto il comando di Martin Thyssens. Quando questo squadrone olandese si fiondò fuori dal porto per salvare le truppe di Torstensson sulla costa occidentale dello Jutland, il 30 aprile il re Cristiano IV interruppe il suo blocco navale a Göteborg e navigò con la maggior parte della flotta lungo la costa occidentale dello Jutland alla ricerca della flotta olandese. Cristiano IV la trovò ancorata presso Lister Dyb, dove Thyssens aveva iniziato a prendere a bordo i soldati di Torstensson.

## La battaglia
I danesi, guidati da Cristiano IV a bordo dell'ammiraglia Trefoldigheden, attaccarono rapidamente le navi più grandi del nemico e la flotta di Thyssen fu costretta ad avvicinarsi a terra durante la furiosa battaglia che ne seguì.
Il giorno successivo, Cristiano IV decise di inseguire sette navi olandesi apparse all'orizzonte e Thyssens colse l'occasione per uscire dall'accerchiamento dei danesi. Il 25 maggio le due flotte si scontrarono nuovamente in mare aperto, ma una tempesta interruppe la nuova battaglia sul nascere.

## Conseguenze
Thyssens tornò con la sua flotta da riparare a Vlie, nei Paesi Bassi, riparandola in poco più di un mese e tornando successivamente a Göteborg il 1º agosto, proseguendo poi alla volta del Mar Baltico. Cristiano IV tornò con la sua flotta a Öresund ed il 1º luglio le due flotte si scontrarono nella battaglia navale di Kolberger Heide. Torstenson, impedito ancora una volta nel raggiungere le isole danesi, tornò col suo esercito in Germania e prese parte alla fase finale della Guerra dei Trent'anni, combattendo infine la battaglia di Jüterbog il 23 novembre 1644.